# سالك أحمد
سالك أحمد (مواليد 24 يونيو 1989) هو لاعب كرة قدم سعودي.

## مسيرة اللاعب
لعب سابقاً في نادي أحد و انتقل إلى نادي الوشم في عام 2018 و عاد إلى نادي أحد في عام 2019 و انتقل إلى نادي الذهب في صيف 2021.

## روابط خارجية
- سالك أحمد على موقع Soccerway.com (الإنجليزية)
- سالك أحمد على موقع كووورة